# Новая грамотность
Новая грамотность в общем смысле означает новые виды грамотности, которые становятся доступными благодаря развитию цифровой техники, хотя новая грамотность не обязательно предполагает использование цифровых технологий, чтобы таковой являться. Сам по себе термин «Новая грамотность» относительно недавно появился в сфере изучения грамотности (его первое задокументированное упоминание в научной статье восходит к 1993 году, в тексте Дэвида Бакингема). Определение термина остаётся открытым, поскольку трактуется различными группами учёных по-разному.
Например, одна группа учёных утверждает, что в настоящее время грамотность зависит от внешних факторов, и представляют её как непрерывно и быстро меняющуюся по мере совершенствования технологий и появления новых социальных практик грамотности. (Leu, 2000). Учёные этой группы нацелены на развитие единой и всеохватывающей теории, которая помогла бы объяснить новую грамотность. (см., например, Leu, O’Byrne, Zawilinski, McVerry, & Everett-Cacopardo, 2009). Эта направленность на новую грамотность в значительной мере психолингвистична по своей природе. Другие группы учёных следуют более социокультурной концепции, воспринимающей грамотность как социальную практику, подчёркивающую роль грамотности через спектр социально обусловленные и целенаправленные пути добиться своего, в глобальном смысле. (см., например, Gee & Hayes, 2012; Lankshear & Knobel, 2011; Kalantzis and Cope 2011).
Научные представления о новой грамотности сопровождает целый ряд терминов, используемых в её отношении различными исследователями, включая грамотность 21 века, интернет-грамотность, цифровую грамотность, новую медиакомпетентность, компетентность в сфере информационных и коммуникационных технологий и компьютерную грамотность. В книге «Руководство по исследованию новой грамотности» Койро, Нобель, Лэнкшир и Леу (2008) отмечают, что все эти термины «используются, чтобы определить феномены, так и сыпящиеся из образа новой грамотности» (стр. 10).
Общепризнанные примеры новой грамотности охватывают такие деятельности, как обмен мгновенными сообщениями, ведение блога, обслуживание веб-сайта, активность в социальных сетях, создание и размещение музыкальных видео, подписка на интернет радио- и видеопрограммы, редактирование фотографий и их размещение в интернете, пользование электронной почтой, совершение покупок онлайн, ведение цифровых дневников, участие в обсуждениях на форумах, переписка в чатах, проведение и сопоставление запросов в поисковых системах, чтение, написание и комментирование фанфиков, обработка и критическая оценка онлайн-информации, создание и размещение мэшапов и пр. (см. Black, 2008; Coiro, 2003; Gee, 2007; Jenkins, 2006; Kist, 2007; Lankshear & Knobel, 2006; Lessig, 2005; Leu, et al. 2004; Prensky, 2006).

## Основные подходы
Область новой грамотности характеризуется двумя теоретически отдельными подходами, которые имеют некоторые точки соприкосновения. Первый подход является результатом обработки когнитивных и лингвистических теорий, таких как когнитивная психология, психолингвистика, теория схем, метакогнитивные процессы, конструктивизм и другие схожие теории. Это направление подразумевает определённый фокус на исследование когнитивных и социальных процессов, сопутствующих восприятию цифрового и онлайн-текста (за примерами см.: Leu, 2001; Leu, Kinzer, Coiro, & Cammack, 2004; Coiro, 2003; Coiro & Dobler, 2007). Дональд Леу, выдающийся исследователь в области новой грамотности, выделил четыре определяющие характеристики новой грамотности, руководствуясь по большей части психолингвистической концепцией. (см: Leu et al., 2007). Во-первых, новые технологии (например, Интернет) бросают ранее не имевший эквивалента вызов компетентности обывателей, что требует новых навыков и стратегий для эффективного использования системы. Во-вторых, новая грамотность — это критический компонент полного участия — гражданского, экономического и личного — в нашем всё более масштабном обществе. Третья составляющая этого подхода — в идее, что новая грамотность зависит от внешних факторов (контекста), то есть она постоянно подстраивается под развитие новых технологий и отмирание старых. Имея в виду это обстоятельство, «что может быть важным в преподавании чтения и грамотности, так это не учить студентов какому-нибудь своду новых правил, а скорее учить их тому, как постоянно учиться новым навыкам, необходимость в которых будет расти с течением жизни». И наконец, новая грамотность «сложная, комплексная и многоаспектная», в связи с чем различные взгляды и мнения пойдут на пользу всестороннему её изучению. Это направление также различает теории «Новой Грамотности» и «новой грамотности». Теории, названные в строчных буквах, больше способны угнаться за изменениями природы грамотности из-за внешних факторов, поскольку их положения ближе к специфическим типам происходящих изменений и интересуют тех, кто изучает их с определённой долей эвристики. Эти же теории позволяют расширить число призм, через которые исследуется данная область, технологии и контексты. Согласно этой позиции утверждается, что каждый учёный, занимающийся проблематикой новой грамотности, прокладывает важный путь проникновения в сущность изучаемого явления, действенный для всех прочих, даже если у них другая призма видения, технология или контекст; и что это требует второго уровня теоретизирования. Теория «Новой Грамотности» (с заглавных букв), заявлена как более широкий, более содержательный концепт, и включает общие открытия различных меньших теорий, то есть теорий, названных в строчных буквах. Теория «Новой Грамотности» извлекает пользу из работ по новой грамотности меньшего порядка, вычленяя из них наиболее общие и последовательные модели. Такой подход позволяет каждому полностью исследовать их уникальный ракурс видения новой грамотности, а также следит за тем, чтобы учёные, сохраняли близкий фокус на различные аспекты быстро изменяющегося фона грамотности. В то же время, каждый выигрывает от того, что расширяет своё понимание теорий «новой грамотности» (строчные буквы). Именно потому что учёные допускают возможность изменения самой модели, определение термина «новая грамотность» остаётся открытым для изменений в силу появления новых данных, дисциплин, перспектив и исследовательских традиций. Более того, выделяются сферы, в которых получены альтернативные заключения, и это значит, что нужно проводить дополнительные работы с более широким спектром подхода. Таким образом появляются общие модели, которые и включаются в более широкую, обобщённую, теорию «Новой грамотности». Сторонники направления считают, что этот процесс помогает определять последовательные элементы, которые всегда будут являться составляющими компетентности в сети Интернет, и в то же время даёт теории «Новой Грамотности» поделиться с меньшими теориями (то есть теориями «новой грамотности», прописные буквы) моделями, которые чаще всего у них совпадают.
Второй подход к изучению новой грамотности очевидно подогнан под социальную практику. По мнению Колиа Лэнкшира и Майкла Нобеля, из идей «социальной практики», «новая грамотность» может относиться к «новому социально признанному путю создания, введения в обращение и согласовывания осмысленного контента посредством закодированного текста внутри контекста при участии в дискурсе». С этой стороны «новая» обуславливается наличием двух главных черт современных реалий в отношении грамотности. Во-первых, это использование цифровых технологий в качестве средства создания, размещения, доступа и пользования осмысленным контентом. Новая грамотность обычно предполагает использование экрана и соответствующих элементов изображения, скорее, чем бумаги, и цифрового кода (который преобразует текст в рисунок, звук, традиционный текст и в принципе любую комбинацию из выше перечисленных внутри определённого процесса), скорее, чем материального рисунка. Во-вторых, это в высшей степени совместная, рассредоточенная и общая природа новой грамотности, в качестве которой Генри Дженкинс называет вовлечённость в культуру Совместных СМИ, а Лэнкшир и Нобель определяют как дифференциальный этос.

## Исследования в области новой грамотности
Исследования в области новой грамотности также многообразны. Определён широкий круг тем и проблематик, используются различные методологии.

### Поиск информации в интернете и её понимание
Одним из аспектов новой грамотности, привлекшим внимание учёных, было проведение школьниками поиска информации в интернете и их осознанное её восприятие. Конкретно учёных интересовали ответы на такие вопросы, как, например: насколько чтение онлайн отличается от традиционного чтения с бумажного носителя. Дональд Леу, Джулия Койро, Джил Кастек, Лори Генри и др. попытались понять, как учащиеся начинают разбираться в том, как читать онлайн в учебных целях, и как они разрабатывают необходимые для этого навыки, стратегии и умения. Отправной точкой исследования в этой области выступало чтение онлайн на понимание. С относительно недавнего времени, однако, конструкция «поиск информации в интернете и её восприятие» используется для более чёткого описания типа чтения, которое описывается в работе учёных. По мнению Леу и его коллег, новая компетентность по поиску информации в интернете и её пониманию, это процесс сбора обоснованных проблематикой запроса данных из сети. Он включает в себя навыки, стратегии, умения и социальные практики при чтении онлайн в учебных целях и основан на пяти задачах: «Как минимум пять текущих задач имеют место быть при проведении поиска информации в интернете и её понимании: (1) чтение для определения важных вопросов, (2) чтение для систематизации информации, (3) чтение для критического осмысления информации, (4) чтения для синтезирования информации» и (5) чтение для обмена информацией. В этих пяти задачах и находятся навыки, стратегии и умения, отличающие восприятие при чтении онлайн, впрочем, как и некоторые другие, также важные при чтении традиционном, с бумажных носителей. (Leu, Reinking, и др. 2007)."

### Интернет-фанфики и подростки
Недавние исследования в области новой грамотности также касались фанфиков в интернете, в особенности тех, что были написаны подростками. (см., например: Black, 2008; Thomas, 2007; Jenkins, 2006). Веб-сайты, посвящённые фанфикам, например, как FanFiction.Net, это ресурсы, где фанаты всех возрастов, но главным образом подростки и младшие школьники, могут использовать новые информационные и коммуникационные технологии, чтобы писать и обрабатывать вымышленные истории по мотивам их любимых произведений, фильмов, сериалов и пр. Всё больше и больше подростков вовлечены в такую деятельность в сети, занимаясь проектами не только по мотивам «поп-культуры и медиа, но также и серьёзной литературы, имеющей отношение к профильным школьным занятиям».
Конечно, взрослые тоже имеют возможность заниматься такой деятельностью, — что некоторые из них и делают. Однако интересно отметить тот факт, что молодые выросли в по-настоящему богатом мире в отношении цифровых новинок, и таким образом, являются «уроженцами цифровой эры», и, исходя из этого, они обращаются с сетевым пространством совершенно иначе, чем старшее поколение людей, так называемых «цифровых иммигрантов». В качестве «своих» в цифровом пространстве, подростки «используют мир интернета, чтобы делиться, оценивать, создавать, заявлять и общаться друг с другом по-другому, нежели цифровые иммигранты», — они свободно и с готовностью обращаются с новыми цифровыми технологиями, как то: обмен мгновенными сообщениями, размещение музыки, видео, постов всех видов, историй и фотографий. Главной характеристикой «своих» в киберпространстве выступает их «желание творить». «В каком-то смысле они занимаются программированием, будь то кусочек HTML кода, который делает страничку на MySpace более персонифицированной, или создание флеш-анимации. Они создают веб-сайты, блоги, аватарки и миры; и в полную противоположность с цифровыми иммигрантами, охотно заявляют о своих идеях и делятся ими».

### Видеоигры
Джеймс Пол Джи описывает играние в видеоигры как новую грамотность «в силу того, что дизайн видеоигр предполагает многомодальный код, охватывающий картинку, действие, слова, звуки и движения, которые игрок истолковывает согласно игровым традициям». Джи отмечает, что для играющих в игры этот мир представляет собой как бы социальную практику, особенно если речь идёт об играх-стратегиях в режиме реального времени, где игроки соревнуются друг с другом, например, в скорости строения объектов, и где они могут изменять и выражать свою виртуальную личность, как своего рода стратеги. Видеоигры продолжают использовать новые цифровые технологии для создания символики, по которой игроки истолковывают зашифрованные и расшифрованные значения, составляющие игру.
Другие исследователи расширили представления о видеоиграх как о новой грамотности, в частности в отношении их использования в образовательных целях (see for example: Lacasa, Martinez, & Mendez, 2008; Sanford & Madill, 2007). В одном исследовании, учёные проверяли, как видеоигры вместе с их обсуждением и драматическим разыгрыванием в классе могут принести пользу по развитию навыков повествования, как, например, в письменных сочинениях различного контекста. А именно, учёные вовлекли учащихся младшей школы в деятельность, призванную научить их в классе рассказывать, разыгрывать и писать истории, по мотивам известной видеоигры — «Расхитительница гробниц». Хотя, это было довольно сложно на некоторых этапах, учёные обнаружили, что использование новых цифровых технологий, как, например, видеоигр, на самом деле «дополняет использование других письменных и аудиовизуальных методов [в классе] и способствует развитию множественной грамотности учащихся».

## Новая грамотность в школе
Многим исследователям стало ясно, что новая грамотность тесно переплетается с обучением. Кист (Kist, 2007), например, замечает, что новая грамотность может использоваться как идея для школьной системы обучения — от использования рэп-музыки до аниме и цифровому повествованию[неизвестный термин], уже сейчас есть примеры учителей, которые стараются перемешать в классе традиционные практики грамотности с новыми. Кист вопрошает: «Может ли новая грамотность в самом деле „влиться“ в то, что мы сейчас называем школой?». Кист помечает, что «на сегодняшний момент преподавание новой грамотности зачастую зависит от стойкости духа пионеров новой грамотности».
Нобель и Лэнкшир (2011) считают, что если учителя и будущие преподаватели сами занимаются ведением блогов, или чем-то подобным на «неформальных ресурсах», например, посвящённых фанфикам, видеоиграм, миксовке музыки или видео, размещению фотографий и тому подобное, они лучше поймут, как эффективнее интегрировать новую грамотность в школьное обучение.
Леу, Койро, Кастек, Хартман, Генри и Рейнкинг (2008) начали изучать использование модифицированной образовательной модели взаимного обучения, которая отражает некоторые из отличий между контекстами чтения в сети и альтернативным. В такой образовательной модели, как Взаимное интернет-обучение, каждый обучающийся имеет свой компьютер с доступом в интернет, и студенты работают в маленьких группах, где они содействуют общему интерактивному проекту и обсуждают, какие стратегии использовать. Более того, Взаимное интернет-обучение через информационные интернет-ресурсы (в отличие от просто повествовательных текстов) и стратегические указания по общему и индивидуальному процессам, с помощью которых студенты ориентируются в множественных и различных текстах, гораздо эффективнее, чем чтение одного обычного текста. Учителя и студенты обсуждают свой выбор касательно того, насколько та или иная ссылка относится к групповому или индивидуальному заданию, на форумах. Они также дискутируют, как рациональнее размещать информацию на веб-сайтах, как синтезировать идеи из множественных письменных и медиаисточников, как здраво судить о качестве подобранной информации и авторской компетентности, как лучше представить ответ на их вопросы. Ответственность за контролирование и успешное использование этих стратегий по разрешению проблем с поиском информации поэтапно переходит на самих студентов по общей учебной схеме, состоящей из трёх фаз:
- Фаза 1 предполагает направленное общеклассное обучение начальным навыкам и стратегиям использования интернета;
- Фаза 2 включает в себя групповую работу и взаимный обмен стратегиями по пониманию прочтённого в интернете между студентами;
- Фаза 3 подразумевает индивидуальные задания по запросам в интернете, иногда позволяющие использовать совместные усилия со студентами других классов, возможно, даже других континентов, или периодические стратегические сессии в группах.

Студенты являются «первым поколением, которое публикуется в глобальных масштабах, имеет доступ к первичной информации и создаёт продукты усовершенствованного знания для свободного применения. Они понимают социальные навыки работы с людьми, с которыми они никогда не увидятся лично. Они также понимают, что им нужно брать больше ответственности за организацию своего обучения. Они не видят границу школы как сплошную стену. Они видят школу как центр глобальной коммуникации.»